# Eggert Christopher Frederik Løvenskiold
Eggert Christopher Frederik baron Løvenskiold (5. juli 1788 på Vognserup – 4. februar 1861) var en dansk overjægermester og overførster.
Han blev født 5. juli 1788 på Vognstrup og var søn af baron Michael Herman Løvenskiold. Allerede i 1790 blev han udnævnt til kornet à la suite, og efterhånden avancerede han à la suite gennem de militære grader, indtil han, efter fra 1808-11 at have gjort aktiv tjeneste ved Livgarden til Hest, i 1811 fik ritmesters karakter og samtidig blev forsat til søndenfjeldske dragonregiment. I 1804 blev han forst- og jagtjunker og i 1809 kammerjunker. Ved faderens død 1804 arvede han Holden Jernværk i Norge og blev efter rigernes adskillelse boende der indtil 1829, da han på grund af økonomiske vanskeligheder opgav jernværket og flyttede tilbage til Danmark, hvor han endnu samme år blev udnævnt til hofjægermester og overførster for det daværende 2. Overførsterdistrikt, hvilken stilling han beklædte til 1860. Løvenskiold var ingen betydelig forstmand, men han var en udmærket jæger, der holdt jagtens bedste traditioner højt i ære, og det var som en anerkendelse af hans fortjenester på dette område, at han ved sin afgang fra overførsterembedet blev udnævnt til overjægermester, en post, der havde stået ledig siden 1799. Et blivende vidnesbyrd om sin interesse for jagten har han sat i det af ham i 1840 oprettede fasaneri i Kongelunden på Amager, hvor der efter hans død blev rejst et monument for ham. I 1842 blev han kammerherre, i 1852 Kommandør af Dannebrog. Død 4. februar 1861.
Han blev gift 8. august 1812 med Margrethe Frederikke Sophie Løvenskiold (16. januar 1785 – 2. juni 1876), søster til statholder i Norge Severin Løvenskiold. Blandt deres børn var komponisten Herman Severin Løvenskiold.